# Abdij van Féniers

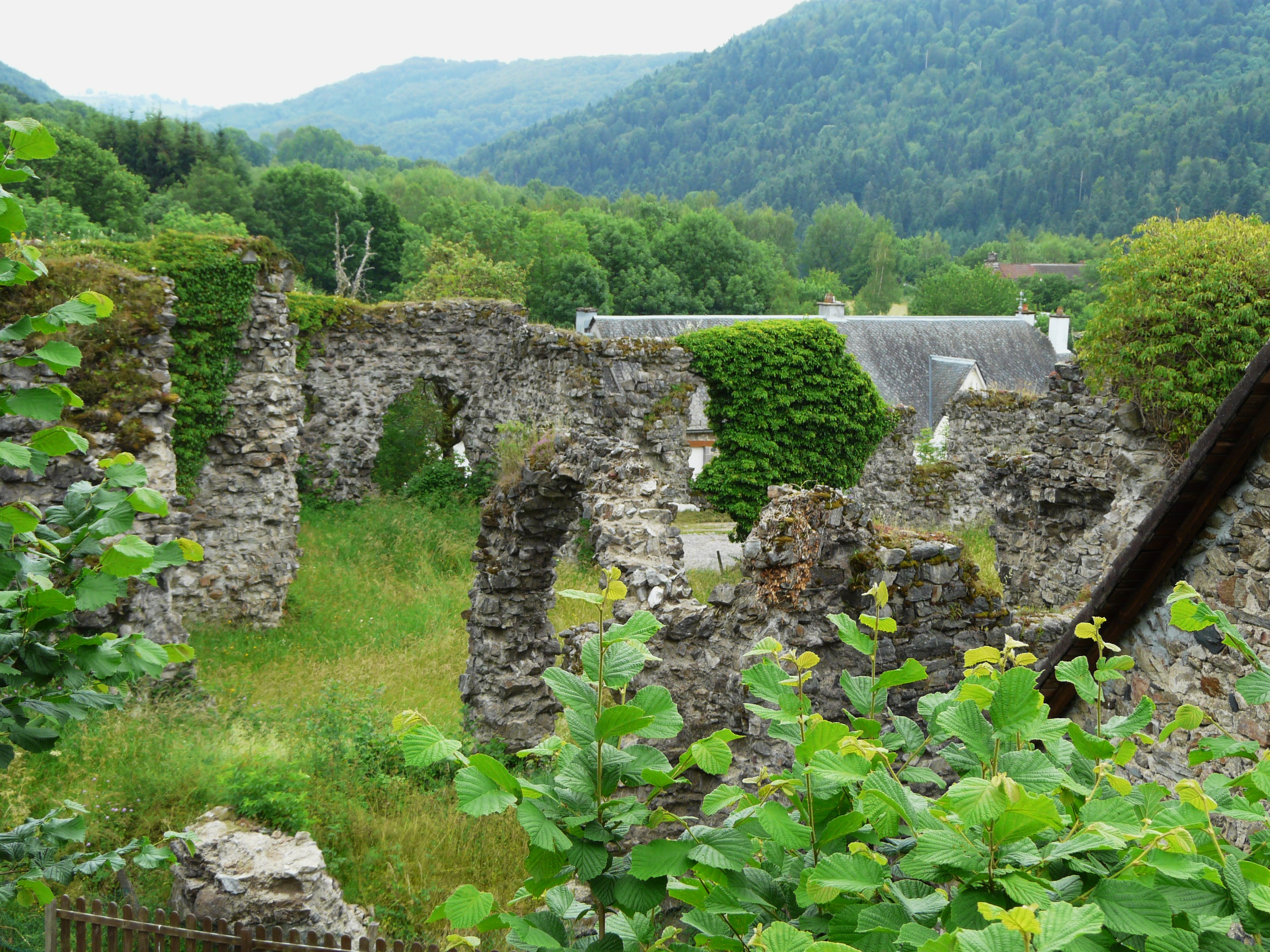
Ruïnes van de abdij

De Abdij van Féniers  (ook wel Vallis honestae, Val-Honnête of Notre-Dame de Féniers) was een cisterciënzer abdij in het Franse departement Cantal. De abdij lag in de gemeente Condat, 33 kilometer ten noorden van Murat.

## Geschiedenis
De abdij werd in 1173 door Béraud VII de Mercœur opgericht en bewoond door zusters van de Abdij van Aiguebelle. Andere bronnen melden dat de Abdij van Bellaigue het moederklooster was. Vanuit de Abdij van Féniers werd de Abdij van Bouschet-Vauluisant gesticht. In het begin van de zestiende eeuw werd de abdij in commendam gegeven. In 1686 werd zij gereconstrueerd. In 1790 werd de abdij tijdens de Franse Revolutie gesloten. Door twee branden in 1857 en 1872 bleven van het complex slechts ruïnes over.

## Gebouwen
Vervallen delen van het huis van de abt, van de zuidelijke kloostergang en de kerk uit de late twaalfde of vroege dertiende eeuw zijn behouden gebleven. De kerk was oorspronkelijk door een rechthoekig koor afgesloten en had vier transeptkapellen. Een kapel uit 1830 herbergt een Mariabeeld uit de vijftiende eeuw. Eveneens behouden is een kaasmakerij uit de veertiende eeuw.